# Karl I av Mantua
Karl I av Mantua, född 1580, död 1637, var en monark (hertig) av Mantua från 1627 till 1637. 